# 林赛·泰特
林赛·泰特（英語：Lindsay Tait，1982年1月8日—），新西兰男子篮球运动员。他曾代表新西兰国家队参加2006年英联邦运动会篮球比赛，获得一枚银牌。他也曾参加2010年世界篮球锦标赛和2014年世界杯篮球赛。